# Park Narodowy Monti Sibillini
Park Narodowy Monti Sibillini (wł. Parco nazionale dei Monti Sibillini) – włoski park narodowy zlokalizowany na granicy Marchii Ankońskiej i Umbrii, w prowincjach: Macerata, Fermo, Ascoli Piceno i Perugia.
Park został założony w 1993 roku. Dyrektorką jest Maria Laura Talamè (2022).

## Terytorium
Park obejmuje obszar górski o powierzchni 71 437 ha. Dominują formacje wapienne łańcucha Apeninów, które na terenie parku odznaczają się formami pośrednimi między łagodniejszymi Apeninami Północnymi i wyższymi Apeninami w Abruzji. Nie brakuje jednak form ostrych i z dużymi stromiznami. Można zaobserwować różnicę w ukształtowaniu terenu i krajobrazie pomiędzy częścią wschodnią i zachodnią, której granicę wyznacza główny grzbiet Apeninów. Część wschodnia odznacza się różnorodnością krajobrazową i środowiskową. Rzeki i strumienie płyną wąskimi przełomami o stromych i wysokich ścianach. Ponad nimi rosną naturalne lasy z przewagą buka. Strona zachodnia łagodnie schodzi ku płaskowyżowi w Umbrii.
Obszar parku znajduje się terenie następujących gmin (wł. comune): Acquacanina, Bolognola, Castelsantangelo sul Nera, Cessapalombo, Fiastra, Fiordimonte, Pievebovigliana, Pieve Torina, San Ginesio, Ussita, Arquata del Tronto, Montegallo, Montemonaco, Amandola, Montefortino, Norcia i Preci. Dyrekcja parku znajduje się w Visso w prowincji Macerata.

### Szczyty
Najwyższym wzniesieniem jest Monte Vettore mające wysokość 2476 m n.p.m. Następujące góry mają powyżej 2000 m wysokości:
- Cima del Redentore (2448 m)
- Pizzo del Diavolo (2410 m)
- Monte Priora (2332 m)
- Pizzo Berro (2260 m)
- Monte Porche (2233 m)
- Monte Argentella (2201 m)
- Monte Sibilla (2173 m)
- Monte Bove (2169 m)
- Palazzo Borghese (2119 m)
- Pizzo Tre Vescovi (2092 m)

### Rzeki
Na terenie parku mają swoje źródła:
- Aso
- Tenna
- Fiastrone
- Nera

Trzy pierwsze uchodzą do Adriatyku, Nera wpada do Tybru.

### Lago di Pilato
Jezioro Lago di Pilato znajduje się między stromymi ścianami tuż pod szczytem Monte Vettore. Jest jednym z niewielu w Apeninach jezior polodowcowych typu alpejskiego i jedynym w Marchii Ankońskiej naturalnym zbiornikiem wodnym. Wielkość i ilość wody zależą od opadów i roztopów wiosennych. Gdy wody jest dużo, jezioro tworzy jeden zbiornik, gdy jest jej mniej, jezioro dzieli się na dwa zbiorniki, stąd bywa popularnie nazywane jeziorem w okularach.
Endemitem występującym w jeziorze jest skorupiak z gromady skrzelonogów Chirocephalus marchesonii odkryty w 1954. Skorupiak ten mierzy 9–12 mm i jest barwy czerwonej. Pływa brzuchem do góry. By zabezpieczyć środowisko występowania skorupiaka zakazano pływania w jeziorze, ograniczając nawet zbliżanie się do jego brzegu na odległość mniejszą niż 5 m.
W tradycji popularnej jezioro bierze swą nazwę od biblijnego Poncjusza Piłata. Namiestnik miał być skazany na śmierć przez Tyberiusza. Ciało, włożone do worka, miało zostać powierzone dwóm wołom, które ciągnąc je na wozie, w końcu spadły do jeziora z pobliskiej Cima del Redentore (wł. Szczyt Odkupiciela).

## Flora i fauna
Na terenie parku występują szarotki alpejskie, sasanki alpejskie, kasztany jadalne, buki i klony. Wśród ssaków liczne wilki szare, żbiki, borsuki, lisy rude, zające szaraki, wiewiórki Sciurus meridionalis, popielice i dziki. Ponownie wprowadzono kozice Rupicapra pyrenaica ornata. Do gatunków ptaków występujących na terenie parku należą: orzeł przedni, sokół wędrowny, pustułka zwyczajna, myszołów zwyczajny, pójdźka zwyczajna i dzięcioł zielony. Wśród gadów występują: zaskroniec zwyczajny, żmija żebrowana, żmija łąkowa, padalec zwyczajny. Endemitem jest występujący w Lago di Pilato na wysokości 1941 m n.p.m. skrzelonóg Chirocephalus marchesonii.

## Szlaki
Z Amandoli w Marchii szlaki prowadzą na wschodnią część grani i w kierunku dolin rzek Ambro i Tenna. Z Arquata del Tronto szlaki prowadzą na Monte Vettore. Z Norcii wyznaczone są szlaki w kierunku Piani di Castelluccio, z Visso do Valnerina i na Monte Bove, z Fiastry do części północnej parku.

### Grande Anello dei Sibillini
Grande Anello dei Sibillini (wł. Wielki Pierścień) to szlak długości 120 km, który przemierza całe terytorium Parku Narodowego Monti Sibillini. Umożliwiono przebycie go pieszo, bądź też na rowerze górskim. Forma trekkingowa dzieli się na dziewięć etapów dziennych, mających średnio długość 12 km. Na szlaku znajdują się schroniska i bufety.